# مجرم جنسی
مجرم جنسی به شخصی گفته می‌شود که مرتکب جرم جنسی شده باشد. تعریف جرم جنسی در فرهنگ‌ها و سیستم‌های قضایی گوناگون متفاوت است ولی معمولاً شامل سوءاستفاده جنسی از کودکان، تجاوز جنسی، تجاوز قانونی، بریدن آلت زنانه، پورنوگرافی کودکان، و تن‌فروشی می‌شود.
در بسیاری از کشورها نام مجرمان جنسی در فهرستی ثبت می‌شود و در مواردی مثل استخدام یا اجاره خانه از آن استعلام می‌شود. در آمریکا پایگاه‌های دادهٔ فهرست مجرمان جنسی برای همهٔ شهروندان قابل دسترسی است. این فهرست رده‌های مختلفی دارد و بعضی از رده‌های آن دایم‌العمر و برخی دیگر موقتی هستند.